# Bruce T. Draine
Bruce Thomas Draine (ur. 19 listopada 1947 w Kolkacie) – amerykański astrofizyk. Jest emerytowanym profesorem nauk astrofizycznych na Uniwersytecie Princeton.

## Życiorys
W latach 1965–1969 uczęszczał do Swarthmore College. W latach 1969–1971 służył w Korpusie Pokoju w Ghanie, gdzie uczył fizyki i matematyki w szkole średniej. W 1978 roku uzyskał stopień doktora na Uniwersytecie Cornella. W latach 1979–1982 pracował w Szkole Nauk Przyrodniczych Institute for Advanced Study w Stanach Zjednoczonych. W późniejszym okresie wykładowca na Wydziale Nauk Astrofizycznych Uniwersytetu Princeton. Jego badania dotyczą ośrodka międzygwiazdowego, w szczególności pyłu kosmicznego, regionów fotodysocjacji i międzygwiezdnych fal uderzeniowych. Jest jednym z autorów, wspólnie z Piotrem J. Flatauem, kodu DDSCAT opartego na przybliżeniu dyskretnych dipoli, który znajduje zastosowanie w modelowaniu rozpraszania światła przez niesferyczne cząstki oraz w nanofotonice. Oprócz ogromnego dorobku naukowego jest autorem monografii dotyczącej pyłu międzygwiezdnego, Physics of the Interstellar and Intergalactic Medium (2011).
Napisał wspomnienie o polskim astrofizyku Bohdanie Paczyńskim, z którym pracował w Princeton. Jego żoną jest Dina Gutkowicz-Krusin.

## Nagrody
W 2004 roku otrzymał Dannie Heineman Prize for Astrophysics za „fundamentalne i pionierskie badania procesów międzygwiazdowych”. W 2007 roku został członkiem amerykańskiej National Academy of Sciences za osiągnięcia w dziedzinie astrofizyki. W 2020 roku został wybrany Legacy Fellow przez Amerykańskie Towarzystwo Astronomiczne.